# Calispepla aegacanthoides
Calispepla aegacanthoides là một loài thực vật có hoa trong họ Đậu. Loài này được Vved. mô tả khoa học đầu tiên.